# Cementerio de Pueblo Nuevo
El cementerio de Poblenou (en catalán cementiri del Poblenou) está situado en el barrio del mismo nombre en la ciudad de Barcelona. También se le conoce como Cementerio General de Barcelona, Cementerio del Este, Cementerio de Levante o Cementerio Viejo.

## Historia

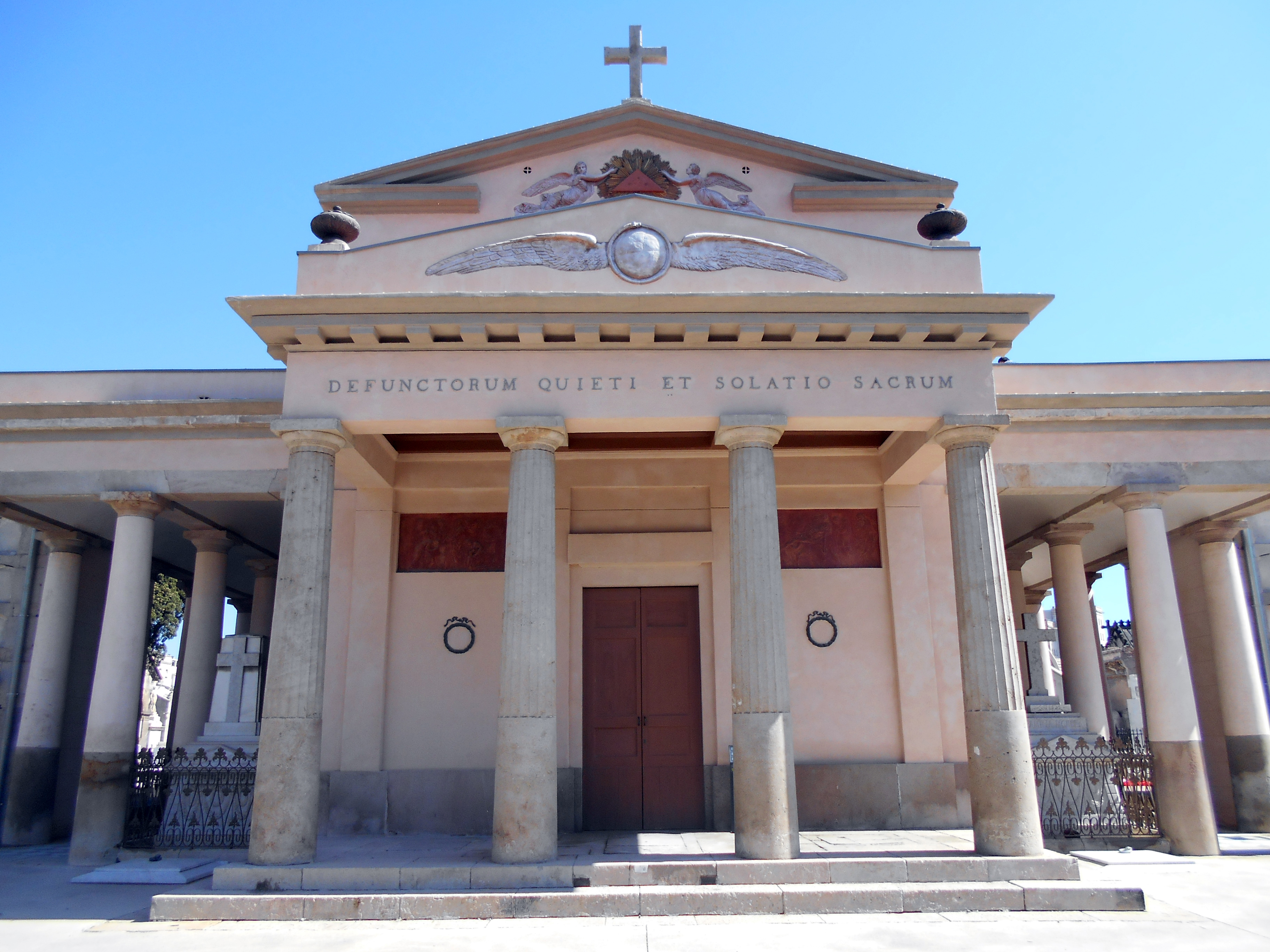
Capilla del cementerio (1818), de Antonio Ginesi.

Se pensó como solución a los problemas de insalubridad ocasionados a los literalmente amontonados habitantes de la ciudad amurallada por las fosas parroquiales que existían en el interior de la misma. Fue inaugurado por el obispo de Barcelona Josep Climent el año 1775 en unos terrenos deshabitados cerca de la playa de la Mar Bella, siendo el primer cementerio de la ciudad construido fuera del perímetro amurallado. Está situado en la actual calle de Taulat n.º 2, en un extremo de la avenida de Icaria, dónde se encuentra la puerta principal de entrada al recinto funerario.

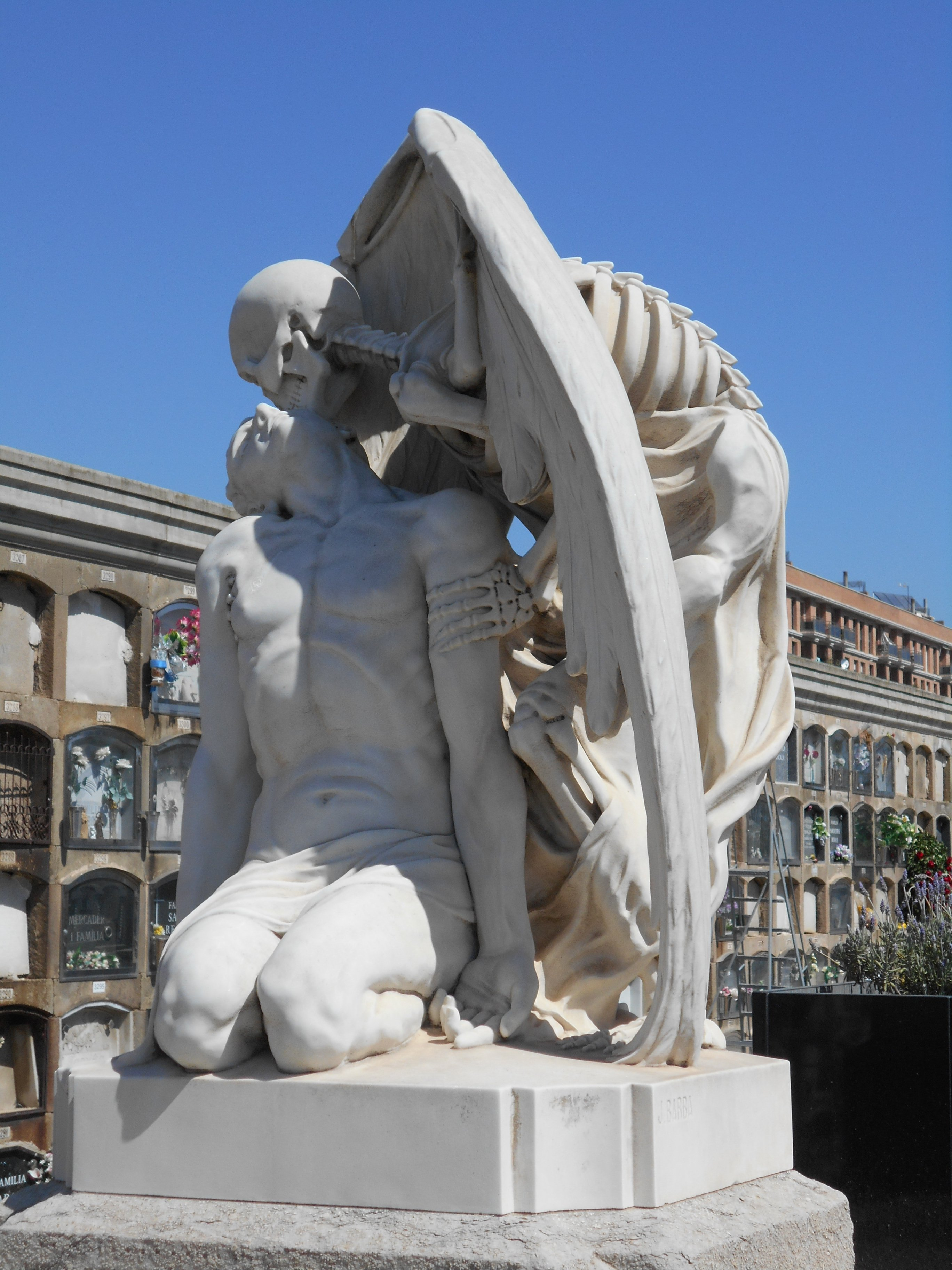
El beso de la Muerte, de Jaume Barba (1930).

El cementerio fue destruido por las tropas napoleónicas. En 1813, un joven arquitecto italiano llamado Antonio Ginesi fue el encargado de construir el nuevo recinto funerario, bendecido por el obispo Sichar el 15 de abril de 1819. Las formas neoclásicas del cementerio de Ginesi -el espacio de entierros igualitarios, el efecto de orden y serenidad- reflejan los gustos estéticos y las aspiraciones políticas de los nuevos grupos de comerciantes y fabricantes adinerados de la ciudad - en particular, los fabricantes de indianas. En 1821 fue utilizado en su totalidad de forma inesperada, debido a la terrible epidemia de cólera-morbo que se desató en Barcelona, y que ocasionó miles de muertos. 
Desde su inauguración, el Cementerio de Pueblo Nuevo ha sufrido numerosas modificaciones y ampliaciones. La más importante se produjo en 1849; en ese año Joan Nolla construye el recinto de los panteones, donde se concentra el trabajo de conocidos arquitectos y escultores de la época. En ese nuevo espacio se pone de manifiesto la voluntad de la burguesía barcelonesa de mediados del siglo XIX de exhibir, hasta en sus tumbas, su opulencia y prestigio social. En 1888 fue ampliado nuevamente por Leandre Albareda.
En 2004 se creó la "Ruta de los Cementerios" de Barcelona, para dar a conocer el atractivo monumental y turístico de los cementerios de la ciudad. En ella, el Cementerio de Pueblo Nuevo es parte sobresaliente de esta ruta junto con el Cementerio de Montjuïc.

## Personas destacadas
- Evaristo Arnús, banquero y mecenas.
- Lola Anglada, ilustradora.
- Xavier Benguerel, escritor.
- Narcís Oller, escritor.
- Frederic Soler, "Serafí Pitarra", poeta, dramaturgo y empresario (Trasladado en 1964 al cementerio del Sudoeste donde reposa actualmente) .
- Narciso Monturiol, ingeniero (Trasladado en 1972 al panteón de personajes ilustres de Figueras donde reposa actualmente).
- Anselmo Clavé, músico y político.
- Valentín Almirall, ideólogo y político.
- Manuel Porcar, alcalde de Barcelona.
- Mary Santpere, actriz.
- Josep Santpere Pey, actor, cantante, director, empresario y productor teatral. Padre de la anterior.
- Rosa Hernáez Esquirol, actriz de teatro. Madre de la anterior.
- Cassen, Casto Sendra, humorista y actor. En su tumba puede leerse: "Quien bien te quiere, te hará reír".
- Carmen Tórtola Valencia, bailarina.
- José Mariano de Cabanes, alcalde de Barcelona.
- José Luis de Vilallonga, escritor, actor y aristócrata.
- Francesc Canals Ambrós, "el Santet", joven barcelonés de origen humilde fallecido a los 22 años, por el que existe gran devoción religiosa popular por sus supuestos milagros.
- Antonio Brusi Mirabent, primer editor del que fue decano de la prensa continental europea, el Diario de Barcelona.
- Ramon Reventós Farrarons, arquitecto (Teatro Griego, Torres Venecianas de Plaza España, Pueblo Español, Hotel La Florida).
- Familia Vilumara, Grandes empresarios de la Banca "Caixa Vilumara" y de la industria textil de la seda.

Carlo Ortelli Dotti, fabricante de juguetes de plomo, especializado en la creación de soldados y figuras de plomo, los cuales introdujo en España tras emigrar desde Italia. 

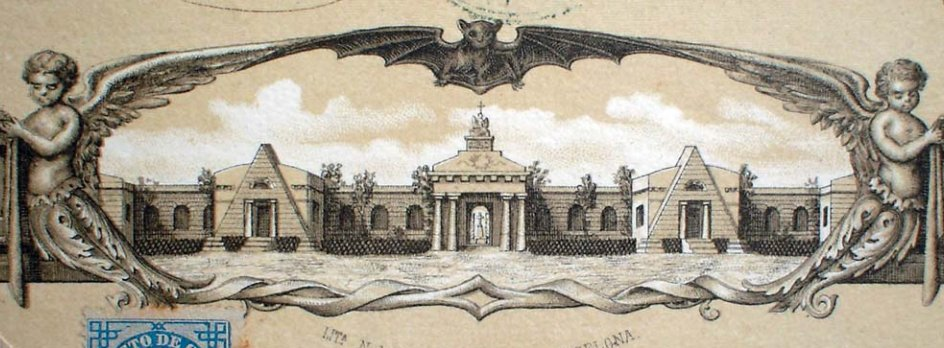
Fachada del Cementerio del Pueblo Nuevo, dibujo de Antonio Ginesi.